# Isola di Salina (Monte Fossa delle Felci e dei Porri)
Isola di Salina (Monte Fossa delle Felci e dei Porri) este o arie protejată (arie specială de conservare — SAC, sit de importanță comunitară — SCI) din Italia întinsă pe o suprafață de 665 ha, integral pe uscat.

## Localizare
Centrul sitului Isola di Salina (Monte Fossa delle Felci e dei Porri) este situat la coordonatele 38°33′37″N 14°49′25″E / 38.560278°N 14.823611°E.

## Înființare
Situl Isola di Salina (Monte Fossa delle Felci e dei Porri) a fost declarat sit de importanță comunitară în septembrie 1995 pentru a proteja 1 specie de plante și 25 de specii de animale. Situl a fost protejat și ca arie specială de conservare în decembrie 2015.

## Biodiversitate
Situată în ecoregiunea mediteraneană, aria protejată conține 10 habitate naturale: Formațiuni scunde de Euphorbia în apropierea falezelor, Păduri de Quercus ilex și Quercus rotundifolia, Peșteri marine scufundate complet sau parțial, Tufărișuri termo-mediteraneene și de pre-deșert, Păduri de stejar alb estice, Faleze cu vegetație de Limonium spp. endemic de pe coastele mediteraneene, Pseudostepă cu ierburi și specii anuale de Thero-Brachypodietea, Păduri de Castanea sativa, Recifuri, Pante stâncoase calcaroase cu vegetație casmofită.
La baza desemnării sitului se află mai multe specii protejate:
- plante (1): Dianthus rupicola
- păsări (24): ciocârlie-de-câmp (Alauda arvensis), pescăruș albastru (Alcedo atthis), fâsă-de-câmp (Anthus campestris), Bucanetes githagineus, Calonectris diomedea, erete de stuf (Circus aeruginosus), porumbel (Columba livia), prepeliță (Coturnix coturnix), egretă mică (Egretta garzetta), Falco eleonorae, Falco naumanni, șoim călător (Falco peregrinus), muscar-gulerat (Ficedula albicollis), Hydrobates pelagicus, Larus michahellis, gaia neagră (Milvus migrans), viespar (Pernis apivorus), sitar de pădure (Scolopax rusticola), guguștiuc (Streptopelia decaocto), turturică (Streptopelia turtur), graur (Sturnus vulgaris), silvie de tufiș (Sylvia undata), mierlă (Turdus merula), sturz-cântător (Turdus philomelos)
- reptile (1): țestoasă bănățeană (Testudo hermanni)

Pe lângă speciile protejate, pe teritoriul sitului au mai fost identificate 43 de specii de plante, 31 de specii de păsări, 4 specii de mamifere, 41 de specii de nevertebrate, 5 specii de reptile.